# 中村秀香
中村 秀香（なかむら ひでか、1995年1月28日 - ）は、読売テレビのアナウンサー。

## 来歴
- 履正社高等学校、神戸女学院大学文学部英文学科卒業後の2017年に読売テレビ入社[2]。同期入社は岩原大起[3]。
- 2020年7月17日放送の「朝生ワイド す・またん!」にて、同番組で共演している先輩アナウンサーである平松翔馬と結婚することを発表した[4]。番組出演後に大阪市内の区役所に婚姻届を提出した[5]。
- 2022年1月26日放送の「朝生ワイド す・またん!」の出演者が新型コロナ陽性で、中村は濃厚接触者となり、同月30日、新型コロナウイルス感染を公表[6]。同週放送から当面の間『す・またん!』を休演。約一ヶ月の療養を経て3月2日の放送回より復帰した。療養期間中、水曜日は諸國沙代子、木曜日は虎谷温子が代演した。
- 2022年3月23日放送の「す・またん!」にて第1子を懐妊したことを公表した[7]。同年8月に第1子となる長女を出産。
- 2025年5月に休業から復職し、同年6月20日より『す・またん！』に約3年ぶりに復帰した。

## 人物
- 大阪府出身。
- 身長162cm。
- 特技はダジャレ。レギュラー出演している『朝生ワイド す・またん!』では、お天気キャスターとして出演する月曜と火曜にダジャレを披露する「秀香のダジャレひでーかどうか？」という冠コーナー[注 2]があった。
- 憧れのアナウンサーは日本テレビの森富美[8]。
- 歌手のアイナ・ジ・エンドとは高校（履正社）時代の同級生であり旧友である[9]。

## 出演

### 現在の出演番組
- 朝生ワイド す・またん!  - キャスター[10]（2018年2月7日、4月4日 - 2022年3月24日、2025年6月20日 - ）

  - もうすぐ す・またん!
  - ZIP!（関西ローカルパート）
    - 上記同様

  - 2018年2月7日・19日・20日、3月1日・21日 ゲスト出演
  - 2018年4月4日 - 6月27日 水曜日　お天気キャスター（週1回）
  - 2018年7月2日 - 9月5日 月～水曜日　お天気キャスター（週3回）
  - 2018年9月10日 - 12月26日 月・水曜日　お天気キャスター（週2回）
  - 2019年1月7日 - 3月26日 月・火曜日　お天気キャスター（週2回）
  - 2019年4月1日 - 2020年9月23日 月・火曜日　お天気キャスター、水曜日　司会（週3回）[注 3]
  - 2020年10月1日 - 2021年3月26日 木・金曜日　司会（週2回）
  - 2021年3月31日 - 2022年3月24日 水・木曜日　司会（週2回）
  - 2022年6月 - 2025年5月 育休取得のため休演
  - 2025年6月20日 - 現在 金曜日中継リポーター

- グッと!地球便（2020年9月 - ）副音声
- 大阪ほんわかテレビ（2019年2月1日 - ）
- あさパラ!（2019年4月 - ）ナレーター
- アナウンサー向上委員会（2020年10月17日 - ）
- シノビーのおへやYouTube（2020年8月6日 - ）
- 特盛よしもと（2020年12月12日 - ）ナレーター
- 各種NNNニュース枠内関西スポットニュース（不定期、『NNNストレイトニュース』など）

### 過去の出演番組
- 情報ライブ ミヤネ屋（2017年9月13日、2018年1月17日 - 19日、2021年10月5日）
  - 先輩アナウンサーである林マオの休暇に伴うアシスタント代理として、全国ネット番組に初出演。
  - 2021年度は後輩アナウンサーである澤口実歩の休暇に伴うアシスタント代理で3年9ヶ月ぶりに出演。
- かんさい情報ネットten.（2017年12月14日 - 15日）
  - 先輩アナウンサーである黒木千晶に代わり、サブキャスターを担当。
- 金曜ロードSHOW!特別エンターテインメント全国好きな嫌いなアナウンサー大賞〈第2回〉（日本テレビ、2018年6月1日）
  - VTR出演のみ。
- Let's GO!ひでかちゃんねる（2017年10月1日 - 2018年9月30日）- 2018年10月からは、同年入社の後輩アナウンサー・澤口実歩の出演による『Let's GO! みほちゃんねる』が放送。
  - 5代目ytvPR隊長（先代〈4代目〉・黒木千晶 → 当代〈5代目〉・中村秀香 → 後任〈6代目・最終代〉・澤口実歩）
- 麒麟・川島のハッシュタグバトルツアー（第1弾･2018年9月17日）
- 北海道へGO!大満喫!極上オトナ女子の旅（2019年2月3日）
  - 元衆議院議員・金子恵美と北海道を巡る極上の女子旅ロケ。
- そこまで言って委員会NP（2019年8月11日、2022年4月3日、パネリスト）
- 大人のアートバラエティ 秋の京都deいとおかし（第1弾･2019年11月19日、第2弾･2020年10月13日、第3弾･2021年10月4日）- 進行
- ytvアナウンサー向上委員会 ギューン↑（2017年8月2日 - 2020年10月1日）
- ペアキュン（2021年9月16日・9月23日）- アシスタント